# Wilhelm Wundt
Wilhelm Max Wundt (Mannheim, 16 augustus 1832 - Großbothen, 31 augustus 1920) was een Duits filosoof, fysioloog, psycholoog en psychiater. Wilhelm Wundt wordt samen met Gustav Theodor Fechner beschouwd als de grondleggers van de experimentele psychologie.

## Algemeen
Wundt werd geboren te Neckarau bij Mannheim, als zoon van een dominee. Hij werd een aantal jaren onderwezen door een privéleraar, een collega van zijn vader, maar liep van huis weg toen die elders werk aannam. Later maakte hij het gymnasium af.
Van 1851 tot 1856 studeerde hij medicijnen aan de universiteiten van Heidelberg en Tübingen, onder supervisie van zijn oom, de anatoom en fysioloog Friedrich Arnold. Van 1858 tot 1863 was Wundt assistent bij Hermann von Helmholtz.

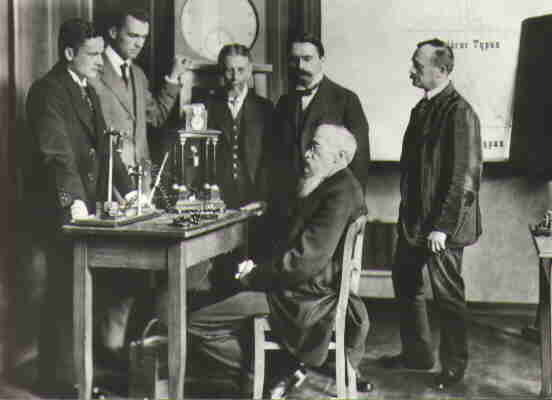
Wundt omgeven door leerlingen in het eerste experimentele psychologische onderzoekslaboratorium

Hij werd in 1864 hoogleraar in de fysiologie te Heidelberg, en werd vervolgens hoogleraar in de filosofie, eerst in 1874 te Zürich, daarna ook in Leipzig in 1875. In Leipzig stichtte hij in 1879 het Psychologisches Institut. Dit was een van de eerste psychologische laboratoria ter wereld, dat al snel het voorbeeld werd voor talrijke andere dergelijke instituten over de gehele wereld.
William James had vier jaar eerder, in 1875, al een psychologisch laboratorium opgericht aan Harvard University. Zowel Wundt als William James beweerden echter dat zij het eerste psychologisch laboratorium hebben gesticht. Wundt toonde aan dat onze zintuigen geen absolute verschillen registreren, maar relatieve. Hij liet zien dat proefpersonen warmte pas bij een toename vanaf 10% registreerden. Dit is ook de reden waarom mensen elkaar na jaren nog herkennen. Onze zintuigen filteren absolute verschillen weg tot een relatief niveau. Deze wetmatigheid was tot dan toe nooit eerder vastgesteld. Een bekende ontdekking op het gebied van de visuele waarneming was de Wundt-illusie.
Bekende leerlingen te Leipzig waren Armand Thiery en Emil Kraepelin. Wundt voerde hier psychologische laboratoriumexperimenten met mensen uit; hij noemde zijn methode 'experimentele psychologie'. Wundt werkte ook samen met Albert Michotte. Ook Oswald Külpe (professor aan de Universiteit van of Würzburg) was een leerling die later beroemd is geworden. James McKeen Cattell, de eerste professor psychologie in de Verenigde Staten, was eveneens een leerling van Wundt.

## Wetenschappelijk werk
Wundt was met Gustav Theodor Fechner de grondlegger van de empirische psychologie. Hij was de eerste die zijn vakgebied naar een wetenschappelijk niveau tilde. In navolging van Fechner meende Wundt dat psychologische fenomenen  door middel van  meetbare prikkels en de menselijk reacties daarop onderzocht konden worden met behulp van experimentele  methoden.  Tot dan toe was de psychologie een grotendeels theoretisch-filosofisch vak, waarbij allerlei denkbeelden over de werking van de menselijke geest en het menselijk gedrag werden geponeerd, zonder dat ze in de praktijk systematisch werden getoetst. Delen van Wundt's werk zijn ontwikkeld en bekend geworden door zijn Engelse student Edward B. Titchener, wiens systeem bekendstaat onder de naam van structuralisme. Evenals Wundt meende Titchner dat menselijke ervaringen zijn te herleiden tot een aantal meer elementaire processen. De methode die daarbij werd gehanteerd was de introspectie. Verscheidene van Wundts werken, zoals zijn Grundzüge der Physiologischen Psychologie, worden beschouwd als belangrijke basiswerken op het terrein van de Psychologie.
Hij had gedurende de eerste decennia een grote invloed op de ontwikkeling van de psychologie als zelfstandige en empirische wetenschap. Door de opkomst van het functionalisme en het behaviorisme in de Verenigde Staten, de Würzburgschool in Europa, de gestaltpsychologie en de psychoanalyse, nam zijn belang af. Ook liep zijn wetenschappelijke reputatieschade op doordat hij aan het begin van de Eerste Wereldoorlog het Duitse standpunt fel verdedigde (Über den wahrhaften Krieg 1914). Hij wordt beschreven als iemand die misschien niet briljant, maar een uitstekende didacticus was  met een grote wetenschappelijke productiviteit en stimulerende invloed op anderen. In totaal schreef hij 490 boeken; gemiddeld zeven per jaar.
Wundt werd in 1902 tot ereburger van Leipzig benoemd en in 1907 tot ereburger van Mannheim. Hij overleed op 88-jarige leeftijd te Grossbothen.